# 村岡村 (福井県)
村岡村（むらこむら）は福井県大野郡にあった村。現在の勝山市村岡町各町にあたる。

## 地理
- 山岳：御立山
- 河川：滝波川、浄土寺川

## 歴史
- 1889年（明治22年）4月1日 - 町村制の施行により、三谷村、猿倉村、浄土寺村、寺尾村、暮見村、栃神谷村、郡村、滝波村、五本寺村及び黒原村の区域をもって、村岡村が発足する。
- 1954年（昭和29年）9月1日 - 勝山町、荒土村、村岡村、北郷村、北谷村、鹿谷村、遅羽村、平泉寺村及び野向村が合併して、勝山市が発足する。

## 交通

### 道路
- 国道157号

## 村長
- 笠川継孝